# Анисимов, Николай Анисимович
Никола́й Ани́симович Ани́симов (род. 26 ноября 1951, Новое Климово, Ибресинский район, Чувашская АССР) — российский государственный деятель, член Совета Федерации Федерального Собрания Российской Федерации с 18 апреля 2001 по 8 августа 2004. Кандидат юридических наук.

## Биография
Родился 26 ноября 1951 года в деревне Новое Климово Чувашской АССР. Окончил Рижский институт гражданской авиации. После окончания института работал инженером в летном отряде Туринского авиапредприятия (поселок Тура, Эвенкийский автономный округ). В 1979—1988 годах находился на комсомольской и партийной работе. В 1988—1992 годах работал на различных должностях объединения «Енисейнефтегазгеология» Эвенкийской геолого-разведочной экспедиции (инженер по применению авиации, главный диспетчер, инженер по организации авиаперевозок).
С 1993 года председатель Комитета по управлению муниципальным имуществом администрации Байкитского района Эвенкийского АО.
Был депутатом Эвенкийского окружного Законодательного Суглана (парламента) трех созывов (1994, 1996 и 2001). В декабре 1995 года баллотировался в Государственную Думу ФС РФ второго созыва по Эвенкийскому одномандатному избирательному округу, выборы проиграл.
В декабре 1999 года баллотировался в Государственную Думу ФС РФ третьего созыва по общефедеральному списку движения «Наш дом — Россия» (региональная группа «Сибирь-3», номер 3).
В апреле 2001 года был избран представителем Законодательного Суглана Эвенкийского АО в Совете Федерации ФС РФ. Был заместителем председателя комитета Совета Федерации по делам Севера и малочисленных народов и в соответствии с распределением обязанностей в комитете занимался вопросами правового обеспечения жизни и деятельности коренных малочисленных народов Севера, Сибири и Дальнего Востока Российской Федерации. Входил в состав различных комиссий, созданных в Совете Федерации. Активно сотрудничал с Ассоциацией коренных малочисленных народов Севера, Сибири и Дальнего Востока Российской Федерации.
Представитель от Законодательного Собрания (Суглана) округа, полномочия признаны 18 апреля 2001 г. (№ 126-СФ от 16 мая 2001 г.), прекращены досрочно с 4 июня 2004 г. (№ 255-СФ от 8 августа 2004 г.)
В октябре 2003 года был досрочно отозван из Совета Федерации «по состоянию здоровья». 27 октября 2003 года Законодательный Суглан Эвенкии избрал представителя нефтяной компании ЮКОС Василия Шахновского членом Совета Федерации Федерального Собрания РФ от Эвенкийского автономного округа. Но 17 октября 2003 года Генеральная прокуратура России предъявила Шахновскому обвинение в совершении преступления (уклонение физического лица от уплаты налогов).
6 ноября 2003 года решение об избрании Шахновского в Совет Федерации было отменено Красноярским краевым судом из-за нарушения процедуры избрания, а Анисимова восстановили в должности. В дальнейшем Анисимов говорил, что на него оказывалось давление со стороны губернатора Эвенкии Бориса Золотарева, чтобы он освободил свой пост.
4 июня 2004 года Суглан вновь прекратил полномочия члена Совета Федерации Анисимова и избрал вместо него Михаила Одинцова. 7 июля Совет Федерации отказался прекратить полномочия Николая Анисимова, поскольку тот сообщил, что обратился с жалобой в Красноярский крайсуд. 4 августа Анисимов проиграл дело, и 8 августа по решению Совета Федерации его сменил Михаил Одинцов.
Работал советником председателя Совета Федерации Федерального Собрания РФ.
С мая 2008 по август 2009 работал начальником департамента Казенном предприятии «Московская энергетическая дирекция» (КП "МЭД"), где занимался координацией программ энергосбережения в г.Москве.
В 2012 году работал заместителем руководителя Секретариата заместителя Председателя Совета Федерации Федерального Собрания Российской Федерации В. А. Штырова. В 2013 году тоже работал заместителем руководителя Секретариата заместителя Председателя Совета Федерации Федерального Собрания Российской Федерации.
В настоящее время проживает в Москве.

## Семья
Женат.